# 尤里·阿福宁
尤里·维亚切斯拉沃维奇·阿福宁（羅馬化：Yuriy Vyacheslavovich Afonin；1977年3月22日—），俄罗斯政治人物、国家杜马议员，俄罗斯联邦共产党第一副主席，国家杜马自然资源委员会第一副主席。2004年—2013年，任俄罗斯联邦列宁主义青年共产主义联盟第一书记，在俄罗斯媒体上对中国共产党的新疆和西藏政策表示支持。